# 王延彬
王延彬（886年—930年），淮南道光州固始县（今河南省信阳市固始县）人，晚唐泉州刺史王审邽长子。

## 生平
唐天祐元年（904年），王审知任命王延彬为平卢节度使、权知泉州军州事。天祐二年（905年），正式受封泉州刺史。后梁开平三年（909年），加封金紫光禄大夫，转封右仆射，赐爵琅琊郡开国男，不久又转封司空。四年，加封云麾将军。乾化二年（912年），授特进阶，加封检校太保，进爵开国伯。乾化五年（915年），加封检校太傅、权知泉州刺史。贞明四年（918年），加封检校太尉。
王延彬治理泉州期間，官员和民众安居乐业，粮食连年丰收。每次派贸易船到海外，都能安全返航，因此人们称他为“招宝侍郎”。
後梁貞明六年（921年），有泉州人捕獲白鹿。僧人浩源認為是王者之兆，因此唆使王延彬越过王审知秘密派遣使者向后梁进贡，求封泉州节度使。此事被王審知察觉后，浩源被誅殺，王延彬被黜归私第。
后唐天成元年（926年）冬天，再任泉州刺史。长兴元年（930年），在任上去世，前后在泉州执政26年。赠云州节度使兼侍中，葬于云台山，闽人称他为“云台侍中”。